# Новофёдоровка (Херсонская область)
Новофёдоровка (укр. Новофедорівка) — село в Бехтерской сельской общине Скадовского района Херсонской области Украины.
Население по переписи 2001 года составляло 973 человека. Почтовый индекс — 75652. Телефонный код — 5539. Код КОАТУУ — 6522384301.

## Географическое положение
Расположено в 52 км к юго-западу от Голой Пристани и в 5 км от Чёрного моря.

## История
Основано в 1921 году. В период существования СССР на территории села действовал совхоз «Заповіти Шевченка» («Заветы Шевченко»), впоследствии переименованный в «Сонячний» («Солнечный»).

## Инфраструктура
В селе расположена общеобразовательная школа I—III ступеней, детский сад, фельдшерско-акушерский пункт, дом культуры, почтовое отделение, библиотека и ряд частных магазинов (ПП «Смоляк», ПП «Клименко», ПП «Хабрат» и торгово-бытовой комплекс «Ассоль»).
С районным центром связано посредством шоссейной дороги.

## Улицы
Село состоит из 5 улиц:
- Улица Степная
- Улица Первомайская
- Улица Независимости (бывш. Ленина)
- Улица Украинской Армии (бывш. Октябрьская)
- Улица Перспективная

## Местный совет
75652, Херсонская обл., Голопристанский р-н, с. Новофёдоровка, ул. Независимости, 1